# Taipana
Taipana (tiếng Slovenia: Tipana) là một đô thị ở tỉnh Udine trong vùng Friuli-Venezia Giulia thuộc Ý, có cự ly khoảng 80 km về phía tây bắc của Trieste và khoảng 20 km về phía đông bắc của Udine, tại biên giới với Slovenia. Tại thời điểm ngày 31 tháng 12 năm 2004, đô thị này có dân số 737 người và diện tích là 65,6 km². 
Taipana giáp các đô thị: Attimis, Kobarid (Slovenia), Faedis, Lusevera, Nimis.